# أسد أباد (مباركة)
أسد أباد هي قرية في مقاطعة مباركة، إيران. عدد سكان هذه القرية هو 518 في سنة 2006.